# Новосергіївка (Ізюмський район)
Новосе́ргіївка — село в Україні, у Борівській селищній громаді Ізюмського району Харківської області. Населення становить 41 осіб. До 2020 орган місцевого самоврядування — Чернещинська сільська рада.

## Географія
Село Новосергіївка знаходиться на початку балки Бебесчина. За 2 км на південь знаходиться село Чернещина.

## Історія
1914 — дата заснування. Село виникло, як хутір, який утворив Гунько Сергій Мусійович. Від нього й походить назва села.
12 червня 2020 року, відповідно до Розпорядження Кабінету Міністрів України № 725-р «Про визначення адміністративних центрів та затвердження територій територіальних громад Харківської області», увійшло до складу Борівської селищної громади.
19 липня 2020 року, в результаті адміністративно-територіальної реформи та ліквідації Борівського району, увійшло до складу Ізюмського району Харківської області.

## Населення

### Мова
Розподіл населення за рідною мовою за даними перепису 2001 року:
| Мова       | Кількість | Відсоток |
| ---------- | --------- | -------- |
| українська | 37        | 90.24%   |
| російська  | 4         | 9.76%    |
| Усього     | 41        | 100%     |

## Економіка
В селі є молочно-товарна ферма.